# Bitter Sweet Symphony
Bitter Sweet Symphony (englisch; „Bittersüße Sinfonie“) ist ein Lied der britischen Rockband The Verve und wurde als offizielle Single in Form zweier paralleler EPs erstmals am 16. Juni 1997 veröffentlicht. Es erschien auch auf dem 1997er Album Urban Hymns der Band und war in England der Sommerhit des Jahres 1997. Ferner erlangte der Titel Bekanntheit durch die Verwendung als Soundtrack des erfolgreichen Hollywood-Films Eiskalte Engel.

## Beschreibung

### Komposition
Bitter Sweet Symphony ist eine Britpop-Produktion. Der Song beruht im Wesentlichen auf einer instrumentalen Version des 1965 veröffentlichten Songs der Rolling Stones The Last Time („Das letzte Mal“) des Andrew Loog Oldham Orchestras, die bereits ihrerseits eine Bearbeitung des Stones-Songs ist. The Verve nehmen diese Bearbeitung als Hintergrund und reduzieren die Vorlage weiter. Der Refrain hebt sich nicht wesentlich von den Strophen ab - das Lied endet, wie es beginnt. Komposition, Text und auch das Musikvideo bilden dabei eine in sich geschlossene Einheit.

### Text und Bedeutung
Im Lied geht es um die Gleichförmigkeit des Lebens, die Gleichgültigkeit in der Welt und die vorgezeichneten Wege, denen man als Einzelner nicht entfliehen kann. Jeder könnte etwas ändern, doch ist man in seinem Trott gefangen und am Ende wartet auf alle der gleiche Tod. Beim Auftritt bei Live 8 im Jahr 2005 sang Richard Ashcroft, Frontmann von The Verve, Bitter Sweet Symphony mit Coldplay zusammen und fügte gegen Ende die Zeile “It’s a Bitter Sweet Symphony — my life, your life, their lives” (dt. „Es ist eine bittersüße Sinfonie – mein Leben, dein Leben, ihr Leben“) hinzu. Damit bezog er sich auf Afrikaner unter der Armutsgrenze, die wegen politischer, wirtschaftlicher und sozialer Gegebenheiten ohne fremde Hilfe ihrem Schicksal nicht entfliehen können.

### Autoren des Liedes
Der Text des Liedes stammt von Richard Ashcroft. Martin „Youth“ Glover und Chris Potter arrangierten den Song mit The Verve, nahmen ihn auf und produzierten ihn. Die Komposition und Verwertungsrechte wurden per gerichtlichem Beschluss nach einem langwährenden Rechtsstreit Mick Jagger und Keith Richards von den Rolling Stones zugeschrieben.

## Kontext und Hintergründe

### Geschichte
Das instrumentale Gerüst des Songs (Bass, Gitarre, Drums) stammt aus ersten Proberaumsessions, welche Simon Jones und Pete Salisbury mit Simon Tong als neuem Gitarristen nach der ersten Trennung von The Verve 1995 abhielten (siehe MSG auf der Lucky Man E.P.). Text und Titel von Bitter Sweet Symphony stammen aus einem Song, den Richard Ashcroft zunächst mit James Lavelle und DJ Shadow für das erste UNKLE-Album, Psyence Fiction, komponierte. Zur Vollendung des Liedes entnahmen sie einer orchestralen Version des Rolling-Stones-Klassikers The Last Time eine Streichersequenz als Sample, invertierten und loopten sie. Andrew Loog Oldham hatte 1966 ein ganzes Album instrumentaler Streichervarianten der großen Hits von den Rolling Stones veröffentlicht.
Nach der endgültigen Wiedervereinigung von The Verve beschloss Richard Ashcroft Anfang 1997 mit dem Einverständnis von UNKLE, Bitter Sweet Symphony als Verve-Song auf den Urban Hymns zu verwenden. Auf Basis von MSG wurde der Song schließlich von The Verve in einen Rocksong umarrangiert. Als Ausgleich durfte James Lavelle eine adaptierte Version des Kollaborationsergebnisses mit Ashcroft als vorbahnende Clubsingle zu Bitter Sweet Symphony veröffentlichen. Für das folgende UNKLE-Debüt steuerte Ashcroft schließlich das Lied Lonely Soul bei.

### Lizenzstreit
The Verve erhielten von der Plattenfirma Decca Records die Erlaubnis zur Verwendung des Samples. Nachdem The Verve den Song als Single veröffentlicht hatte, wurde Bitter Sweet Symphony ihr größter Erfolg und der Sommerhit des Jahres 1997. Er erreichte im Vereinigten Königreich auf Anhieb Platz 2 der Charts. Durch die Verwendung für den Film Eiskalte Engel und in einem (nicht mit The Verve abgesprochenen) Nike-Werbespot erreichte der Song auch in den USA große Erfolge. Jedoch beachteten The Verve und das Management von Hut Recordings nicht, dass die Verwertungsrechte aller Stones-Songs bis 1969 zusätzlich bei dem Musikverlag ABKCO Records liegen. Allen Klein, der Manager von ABKCO, zog schließlich erfolgreich vor Gericht – mit der Folge, dass die Rechte und alle Einnahmen vom Lied ABKCO zugesprochen wurden.
Dies bedeutet schließlich, dass alle Veröffentlichungen von Bitter Sweet Symphony und Verwendungen in Filmen, Werbespots, auf Samplern und in sonstigen öffentlichen Medien zwar The Verve als Interpreten, aber als Urheber Mick Jagger und Keith Richards führen müssen. Jegliche Verwertung benötigt sowohl die Zustimmung durch The Verve als auch durch die Rolling Stones. Während des Verfahrens waren die Verwendungsrechte ungeklärt, weshalb Nike den Song als Werbejingle ohne jegliche Zustimmung und Gebühren benutzen konnte. Alle Einnahmen aus dem Verkauf der Singles und sämtlicher Verwendungen fielen an das ehemalige Management der Rolling Stones. Auch mussten The Verve einen nicht unerheblichen Anteil des Verkaufserlöses der Urban Hymns und des Best-ofs an ebenjene abführen.
Im Mai 2019 verzichteten Mick Jagger und Keith Richards auf die Kompositionsrechte und übertrugen damit alle Tantiemen für die Zukunft auf Ashcroft.

### Original und Coverversionen
Die Veröffentlichung des (gerichtlich beschlossenen) Originals The Last Time wurde ebenfalls von rechtsstrittigen Umständen begleitet. Den Rolling Stones wurde damals vorgeworfen, sich eines nordamerikanischen Volksliedes mit dem Namen This May Be The Last Time bedient zu haben, das unter anderem bereits von James Brown und The Staple Singers interpretiert worden ist. Allerdings initiierten sie damals selbst einen Rechtsstreit und erlangten schließlich die kompletten Rechte an dem Lied.
Der DJ Marc Van Dale hatte Bitter Sweet Symphony 1997 covern wollen und veröffentlichte ihn zunächst unter dem Singletitel Water Verve. Infolge des Rechtsstreits zwischen The Verve und Allen Klein musste er schließlich den Verve-Bezug streichen und die Single zunächst wieder vom Markt nehmen (Produktelimination). Schließlich wiederveröffentlichte er das Stück unter dem Namen Water Wave. 1998 erschien unter dem Namen No Worries eine Coverversion des Vervehits vom niederländischen Hardcore-Techno-Act Bodylotion, auch bekannt als Neophyte. 2017 erschien eine Coverversion von DJ MOUNT in Zusammenarbeit mit dem Musikprojekt illian.

## Musikvideo

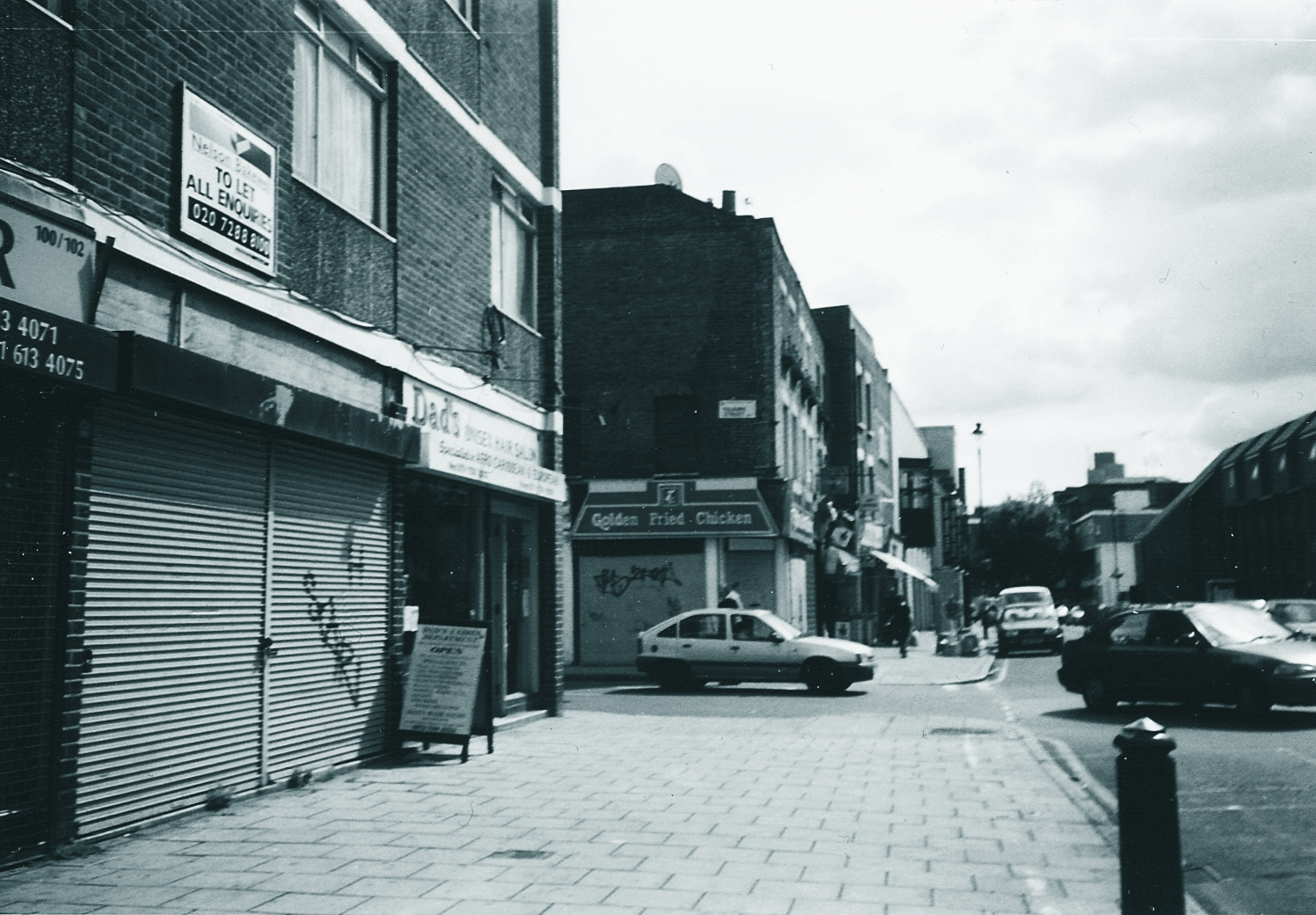
Schauplatz des Videos zu Bitter Sweet Symphony

Für Aufsehen sorgte bei seinem Erscheinen auch das Video zum Song. Walter Stern – der Regie führte – ließ darin Richard Ashcroft schnurgerade durch die Hoxton Street im Londoner Bohème-Viertel Shoreditch laufen und alle ihm entgegenkommenden Hindernisse (Menschen und Autos) scheinbar gleichgültig umrennen oder überspringen. Im Video spielte ebenfalls die Frau des Sängers – Kate Radley, ehemalige Keyboarderin der Band Spiritualized – mit. Ashcroft springt dabei über ihr Auto, woraufhin sie ihm hinterherrennt und ihn beschimpft. Die Kamera fokussiert den optisch heruntergekommenen, spindeldürren Protagonisten und stützt damit die Botschaft des Liedes. Die textlich beschriebene Kühle wird auch mithilfe eines blauen Farbfilters visualisiert.
Bei genauerer Betrachtung wird ein Fehler sichtbar, welcher dem Lizenzstreit geschuldet ist. Das Video wurde ursprünglich für die Originalversion mit dem rückwärts gespielten Sample The Last Time gedreht. Nach dem Neueinspielen der Streicher ist der Song in einer Umproduktion schließlich etwas kürzer geworden. Im Video singt Ashcroft – nachdem er sich zwischen zwei männlichen Passanten durchstößt – obwohl der Song an dieser Stelle keinen Text enthält.
Im Video zu Music Is Power des Albums Keys to the World (2006) rempelt Richard Ashcroft auch eine Frau an, entschuldigt sich jedoch anschließend mit großer Geste. Denn Music Is Power enthält auch ein Sample, diesmal von Curtis Mayfield. Jedoch waren hierbei die Lizenzfragen von Anfang an eindeutig geklärt.

## Publikationen
- Bitter Sweet Symphony (Promosingle vom 2. Juni 1997; mit der Urversion mit Originalsample von Andrew Oldham)
- Bitter Sweet Symphony (Single #1 & #2, VÖ: 16. Juni 1997; mit Radioversion, ohne Sample)
- The Drugs Don’t Work (Single #2, VÖ: 1. September 1997; mit James-Lavelle-Version von B.S.S.)
- Urban Hymns (Album, VÖ: 29. September 1997; für Albumversion Sample entfernt und mit Orchester neu eingespielt)
- Lucky Man (Single #1, VÖ: 24. November 1997; mit ursprünglicher Instrumentalvariante)
- This Is Music – The Singles: 1992–1998 (Best-Of-Compilation, VÖ: 29. Oktober 2004; Albumversion)

## Kommerzieller Erfolg

### Chartplatzierungen
| ChartsChartplatzierungen       | Höchstplatzierung | Wochen |
| ------------------------------ | ----------------- | ------ |
| Deutschland (GfK)              | 37 (22 Wo.)       | 22     |
| Österreich (Ö3)                | 15 (12 Wo.)       | 12     |
| Schweiz (IFPI)                 | 15 (29 Wo.)       | 29     |
| Vereinigte Staaten (Billboard) | 12 (20 Wo.)       | 20     |
| Vereinigtes Königreich (OCC)   | 2 (56 Wo.)        | 56     |

| ChartsJahrescharts (1997) | Platzierung |
| ------------------------- | ----------- |
| Schweiz (IFPI)            | 44          |

| ChartsJahrescharts (1998)      | Platzierung |
| ------------------------------ | ----------- |
| Vereinigte Staaten (Billboard) | 79          |

### Auszeichnungen für Musikverkäufe
| Land/Region                  | Auszeichnungen für Musikverkäufe (Land/Region, Auszeichnung, Verkäufe) | Verkäufe  |
| ---------------------------- | ---------------------------------------------------------------------- | --------- |
| Australien (ARIA)            | Gold                                                                   | 35.000    |
| Brasilien (PMB)              | Gold                                                                   | 30.000    |
| Dänemark (IFPI)              | Gold                                                                   | 45.000    |
| Deutschland (BVMI)           | Gold                                                                   | 250.000   |
| Frankreich (SNEP)            | Silber                                                                 | 125.000   |
| Italien (FIMI)               | 2× Platin                                                              | 200.000   |
| Neuseeland (RMNZ)            | 4× Platin                                                              | 120.000   |
| Spanien (Promusicae)         | 2× Platin                                                              | 120.000   |
| Vereinigte Staaten (RIAA)    | Gold                                                                   | 500.000   |
| Vereinigtes Königreich (BPI) | 4× Platin                                                              | 2.400.000 |
| Insgesamt                    | 1× Silber · 5× Gold · 12× Platin ·                                     | 3.825.000 |

## Coverversionen
- 1998: Marc Van Dale & Enrico – Water Verve bzw. Water Wave (Dance-Version des Streichermotivs)
- 2004: Something Corporate – Bitter Sweet Symphony (Live, Konzert in Charleston)
- 2004: Sugar Daddy – Sweet Soca Music
- 2005: Coldplay feat. Richard Ashcroft – Bitter Sweet Symphony (Live-8-Konzert)
- 2005: Limp Bizkit – Bittersweet Home (Textauszüge und Akkordfolge übernommen, gemixt mit Home Sweet Home von Mötley Crüe)
- 2009: David May – Superstar
- 2010: Jason Derulo – Ridin’ Solo
- 2012: bond – Last Time (a.k.a. Bittersweet) (Instrumentalversion auf dem Album Play)
- 2017: Axwell Λ Ingrosso feat. Kid Ink – I Love You
- 2017: The Eastblock Bitches – The Dab Is Dead
- 2017: Kontra K – Soldaten 2.0
- 2017: Mount. feat. illian – Bitter Sweet Symphony[23]
- 2017: London Grammar – Bitter Sweet Symphony (Live at Maida Vale) (auf dem Album Truth Is a Beautiful Thing (Deluxe edition bonus disc))
- 2019: Gamper & Dadoni feat. Emily Roberts – Bittersweet Symphony